# Filep Antal
Filep Antal (Szentes, 1936. június 13. – Budapest, 2025. május 5.) magyar néprajzkutató, muzeológus, az Erdélyi Múzeum-Egyesület tiszteleti tagja és a gróf Mikó Imre Alapítvány alapító tagja.

## Életpályája
1954-ben felvételizett az Eötvös Loránd Tudományegyetem néprajz szakára, és 1959-ben államvizsgázott. 1959 és 1961 között a győri Xantus János Múzeum muzeológusa volt, majd 1961 és 1967 között a sárospataki Rákóczi Múzeum igazgatója. 1969-ben doktori fokozatot szerzett. 
1967 és 1989 között az MTA Néprajzi Kutatócsoportjának munkatársa, tudományos titkára, osztályvezető-helyettese. 1989 és 1991 között ismét Győrben dolgozott, a múzeum igazgatóhelyettese volt. Egyetemi oktatóként 1972-től az ELTE Eötvös Kollégiumában és a Bölcsészettudományi Karon, majd a pécsi tudományegyetemen oktatott. Ez utóbbin az 1991-től 2006-ig, utána pedig a Károli Gáspár Református Egyetemen tanított. 1992 februárjától 1996-ig a pécsi néprajzi tanszék munkatársa volt.

## Munkássága
A népi építkezés kutatásával, településvizsgálattal, a 18–19. századi történeti néprajzzal foglalkozott. 1959–2014 között 166 szakkönyvet, tanulmányt és szakcikket közölt, 6 kötetet szerkesztett, közreműködött további három kötet megjelentetésében.
Szervezte a Magyar néprajzi lexikon munkálatait. Filep Antal jelentős szerepet játszott a magyar bölcsészettudományok támogatásában és népszerűsítésében. Az EME Választmánya 2025 márciusában tiszteleti taggá választotta, elismerve tudományos és közösségi munkásságát. 
Oktatott tárgyai: néprajzi alapozás, történeti néprajz, társadalomnéprajz, népi építészet, településnéprajz, tudománytörténet, kutatásmódszertan.

## Főbb művei
- Kósa László–Filep Antal: A magyar nép táji-történeti tagolódása; Akadémiai, Budapest, 1975 (Néprajzi tanulmányok)
- Néprajzi előadások I-II.; szerk. Filep Antal; TIT, Budapest, 1976 (Néprajz)
- Történeti-néprajzi források a XVIII-XIX. századból; szerk. Filep Antal, közrem. Égető Melinda; MTA Néprajzi Kutatócsoport, Budapest, 1989 (Documentatio ethnographica)

## Elismerései, díjai
- Az Erdélyi Múzeum-Egyesület tiszteleti tagja (2025. március)